# メンフィス・ミニー
メンフィス・ミニー（Memphis Minnie、1897年6月3日 – 1973年8月6日、出生名：リジー・ダグラス）は、30年以上に渡ってレコーディング・アーティストとして活動したブルース・ギタリスト、ヴォーカリスト、ソングライターである。彼女は「When the Levee Breaks」、「Me and My Chauffeur Blues」、「Bumble Bee」、「Nothing in Rambling」といった著名なものを含め、200曲ほどの楽曲をレコーディングしている。

## 幼少期
ミニーは1897年6月3日に生まれた。出生地はミシシッピ州トゥニカ郡と推測されるが、彼女自身は生前、ルイジアナ州ニューオーリンズで生まれ、市内のアルジアーズ地区で育ったと語っていた。彼女は13人兄弟の最年長だった。両親のエイブとガートルード・ダグラスは彼女が幼い頃に、彼女に「キッド」というニックネームを与え、家族は彼女の幼少期を通じてそのように呼んだ。ミニー自身は、「リジー」という本名を嫌っていたとされる。彼女が初めて演奏活動をするようになった際はキッド・ダグラスとの名義を使用していた。
7歳のとき、彼女は家族とともにテネシー州メンフィスの南に位置するミシシッピ州ウォールズに移住した。翌年、彼女はクリスマス・プレゼントとして初めてのギターを贈られた。彼女は10歳でバンジョーを、11歳でギターを習得、間もなくパーティーでプレイするようになった。後に一家はテネシー州ブランズウィックに移住する。1922年にミニーの母親が死去、父親のエイブはウォールズに戻った。彼はウォールズで1935年に亡くなっている。

## キャリア
1910年、ミニーが13歳のとき、彼女は家を出てメンフィスのビール・ストリートに住むようになった。10代の頃、彼女の殆どの活動の場所は街角であった。彼女は金に困ると、時おり家族の農場に戻ることもあったという。彼女はストリートでのパフォーマンスを機に1916年から1920年にかけて、リングリング・ブラザーズ・サーカス一団との南部のツアーの仕事を得ることとなった。その後彼女はビール・ストリートに戻って活況を呈していたブルース・シーンでギターを弾いて歌い、また身体を売り生活費の足しにした（当時、女性のパフォーマーにとって金を工面するために性労働に手を染めることは珍しいことではなかった）。
1929年、彼女は2番目の夫となったカンザス・ジョー・マッコイとプレイするようになる。彼らは、小銭を得るために理髪店の前でプレイしていたところをコロムビア・レコードのタレント・スカウトに見いだされた。彼女とマッコイはニューヨークに赴いてレコーディングをした。その際にコロムビアのA&R担当より「カンザス・ジョー＆メンフィス・ミニー」と名付けられた。
その後数年の間に彼女とマッコイはデュオとして活動し、レコードを続けざまにリリースした。1930年2月、彼らはヴォカリオン・レーベルに「Bumble Bee」をレコーディングした。この曲は既にコロムビアでもレコーディングしていたものだったが、そちらはリリースがされていなかった。同曲はミニーにとって最も有名な曲となり、生涯を通じ彼女は5つのバージョンを残している。ミニーとマッコイは1934年8月までヴォカリオンにレコーディングを続け、続いてデッカ・レコードでいくつかのセッションを行なっている。デッカでの最後のセッションは同年9月だった。彼らは、1935年に離婚している。
ビッグ・ビル・ブルーンジーの自伝『Big Bill's Blues』に、ウィスキーのボトルとジンのボトルを賞品とした1933年6月26日、シカゴのナイトクラブでのコンテストにおけるミニーとブルーンジーのバトルの逸話が紹介されている。両者とも2曲を歌った。ブルーンジーが「Just A Dream」と「Make My Getaway」を歌ったあと、ミニーは「Me and My Chauffeur Blues」と「Looking the World Over」を歌い、賞品を勝ち取ったという。ポールとベス・ギャロン著の評伝『Woman with Guitar: Memphis Minnie's Blues』によると、ミニーのこれらの楽曲が1940年代のものであることを理由に、ブルージーが語ったこの話は、1930年代に起こったことではなく、複数の時期の様々なコンテストの出来事が混ざっているのではないかとしている。
1935年までにミニーはシカゴでその地位を確立し、レコード・プロデューサー、タレント・スカウトのレスター・メルローズの下でレギュラーで働くミュージシャンのひとりとなっていた。マッコイとの離婚を経てソロとなったミニーは、新たなスタイルとサウンドを試し始めていた。1935年7月、彼女はブルーバード・レコードに4曲をレコーディングし、翌8月にはヴォカリオンに戻り、更には10月にブルーバードでもう一つセッションをこなしている。このセッションでは彼女の最初の夫であったケイシー・ビル・ウェルドンがサポート役を務めた。1930年代の終盤までに、彼女はヴォカリオンの作品に加え、デッカで20曲近く、ブルーバードでは8曲をレコーディングしていた。彼女はまた1930年代を通して、南部を中心に多くのツアーを行なっている。
1938年、ミニーはヴォカリオンに戻りレコーディングを行なった。このセッションには、カンザス・ジョー・マッコイの弟のチャーリー・マッコイがマンドリンで参加している。この頃、彼女はリトル・サン・ジョーとして知られたギタリスト/シンガーのアーネスト・ロウラーズと結婚した。彼らは1939年に共にレコーディングを始めた。サンはミニーのギターにリズムを強調するバッキングを加えている。彼らは1940年代を通じてオーケー・レコードにレコーディングを重ねた。1941年には、ミニーはエレクトリック・ギターを弾くようになり、その年の5月、彼女は自身最大のヒットとなった「Me and My Chauffeur Blues」をレコーディングした。更に2曲のブルース・スタンダード曲「Looking the World Over」とロウラーズの「Black Rat Swing」（ミスター・メンフィス・ミニー名義）が続いた。1940年代、ミニーとロウラーズは彼らがホームとしていたシカゴで人気店708クラブでの活動を続けた。ここでのギグはしばしばブルーンジー、サニーランド・スリム、スヌーキー・プライアーといった面々が共演した。また彼らはその他のシカゴの著名なナイトクラブでも多くのギグをこなしている。1940年代を通じ、ミニーとロウラーズは、シカゴおよびインディアナ州界隈にて一緒にあるいは個別にパフォーマンスを続けた。ミニーはレイク・ストリートにあったルビー・リー・ゲイトウッドの店での「ブルー・マンデー・パーティー」でしばしばプレイした。詩人のラングストン・ヒューズは1942年の大みそかに彼女の演奏を230クラブで見て次のようなコメントを残している。「彼女の『ハードで強力な歌声』がアンプを通すことにより、より一層ハードで強力となった」。そして、彼女のエレクトリック・ギターについては「アーク溶接と圧延を音楽で実施した」と評した。
1940年代後半、ミニーはインディアナポリスおよびデトロイトで暮らした。彼女は1950年代初頭にシカゴに戻っている。1940年代末頃にはライヴハウスでは若く出演料の安いアーティストを出演させるようになり、コロムビアはメンフィス・ミニーを含むブルースのアーティストを外し始めた。世の中の嗜好の変化に付いていけなかった彼女は、リーガル、チェッカー、J.O.B.といったより小さなレーベルに移籍して活動を続けた。

## 後年の活動と死

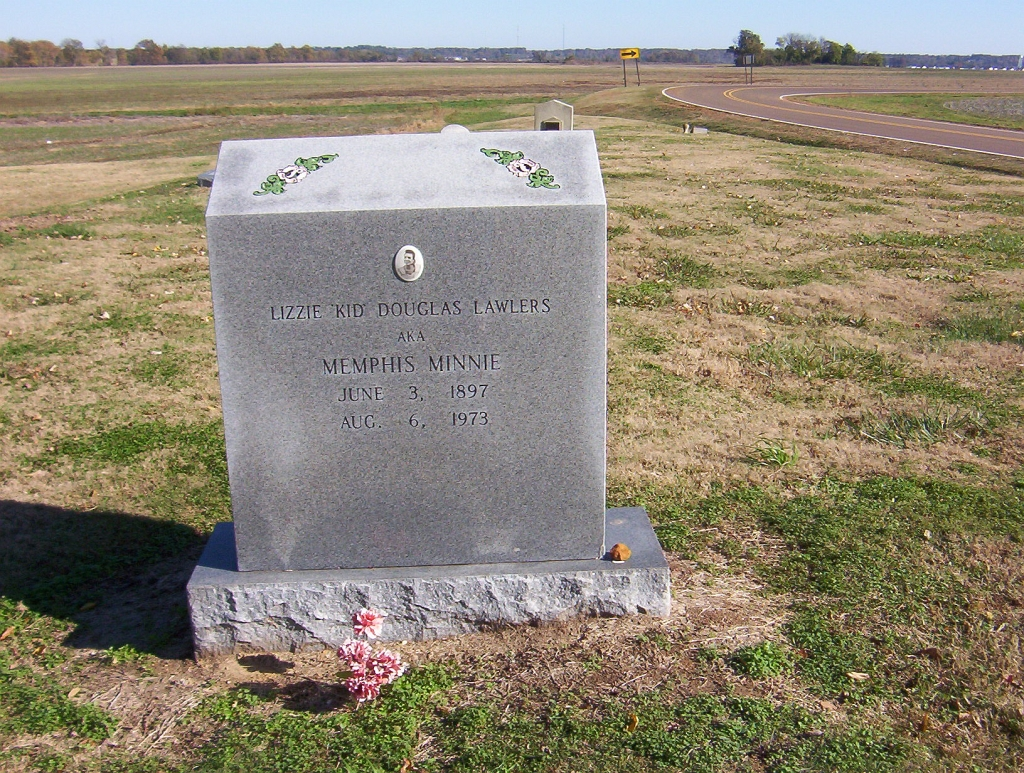
メンフィス・ミニーの墓標 (2008年)

ミニーは1950年代に入ってもレコーディングを続けたものの、健康状態は悪化し始めた。世間一般の彼女の音楽に対する関心が薄れる中、彼女は引退し、1957年にはロウラーズとともにメンフィスに戻った。彼女は若いブルース・ミュージシャンたちを励ますため、定期的にメンフィスのラジオ局に出演した。1958年には、彼女はビッグ・ビル・ブルーンジーのメモリアル・コンサートでプレイしている。『Woman with Guitar: Memphis Minnie's Blues』の中で著者のギャロンは「本当に物理的に無理となるまで、彼女はギターを置くことはしなかった」と記している。彼女は1960年に脳梗塞を患い、車椅子生活を余儀なくされている。翌年ロウラーズが死去、ミニーはその直後に再度脳梗塞に見舞われている。彼女は社会保障年金の収入だけでは生活できない状況となった。複数の雑誌が彼女の苦境を伝え、読者が援助金を送った。彼女は晩年を過ごしたメンフィスのジェル養護施設にて、脳梗塞のため1973年に亡くなった。彼女はミシシッピ州デソト郡ウォールズのニュー・ホープ・バプティスト教会墓地に埋葬されている。彼女の墓標はボニー・レイットが出資し、マウント・ザイオン・メモリアル・ファンドによって1996年10月13日設置された。除幕式には妹のボブを含め34名の家族が参列した。式典の様子はBBCによって放送用に録画された
彼女の墓標には次のように記述されている：
リジー "キッド" ダグラス・ロウラーズ　別名：メンフィス・ミニー
墓標の裏側の記述は以下のとおりである：
ミニーがレコーディングした何百もの楽曲は我々にブルースを教えるに最適な資料である。というのも、ブルースは普遍的であると同時に個人のものでもあり、多くの人に語り掛けながらもその声は一人称で個人に話しかけるのだ。ミニーの歌に耳を傾けると、彼女の空想、彼女の夢、そして彼女の願望を聴くことができるが、それはあたかも私たちのものとしても聞こえてくるのである。

## 人柄と私生活
ミニーは非の打ちどころがないプロであり、自らの身を自身で守ることができる独立した女性として知られていた。彼女は公には高価なドレスや宝石を身にまとうなど女性らしく上品に振る舞ったが、必要に応じて攻撃的にもなり、戦う場面においては臆することはなかった。ブルース・ミュージシャンのジョニー・シャインズは次のように証言する。「彼女を弄ぼうとする男に対して、彼女は即反撃したね。彼らにいい加減な対応はしなかったよ。ギター、ポケット・ナイフ、ピストル、手にできるものは彼女は何だって使ったんだよ」。ホームシック・ジェイムズによると、彼女は歌っているときでも、ギターを弾いているときでも、年中噛みタバコを口に入れていて、それを吐き出したくなったときのためにいつもカップを持っていたという。
ミニーは三度結婚をしているが、結婚証明書は見つかっていない。最初の夫はケイシー・ビル・ウェルドンとされており、1920年代初頭の結婚と思われる。2番目の夫はギタリストであり、マンドリン奏者のカンザス・ジョー・マッコイであり、1929年に結婚した。彼らは1934年に離婚している。ミニーのアーティストとしての成功をマッコイが嫉んだことが離婚の要因の一つと言われている。1938年頃、彼女はギタリストのアーネスト・ロウラーズ（リトル・サン・ジョー）と出会った。彼らは音楽のパートナーとなり、間もなく結婚した。1939年以降のミニーの組合の記録では、彼女の名前はミニー・ロウラーズとなっている。サンは複数の曲を彼女に捧げており、「Key to the World」では彼女のことを「今現在の我が女性」とし、彼女のことを「世界の鍵」と称している。ミニーはまた1930年代の半ばから後半にかけて「Squirrel（リス）」として知られる男性と暮らしていたとの情報もある。
ミニーは宗教心は薄く、教会に行くことも稀だった。彼女が教会に行ったのはゴスペル・グループのパフォーマンスを見るときだけだったとされている。彼女は亡くなる直前に洗礼を受けたが、それは妹のデイジー・ジョンソンを喜ばせるためだったのものと推測される。 彼女が一時期住んでいたアデレイド・ストリート1355番地の家屋は現存している。

## 遺産
メンフィス・ミニーは「史上最も人気を博した女性ブルース・シンガー」称された。ビッグ・ビル・ブルーンジーは「彼女は、私が聴いたことのあるどの男性にも引けを取らないギターのピッキングと歌を聞かせた」と語っている。ミニーは、彼女のレコードが1960年代のブルース・リヴァイヴァルの中で再評価された状況をその頃まで生きながらえて見ることができた。彼女はビッグ・ママ・ソーントン、ジョ・アン・ケリー、エリン・ハープなど後世のシンガーに影響を与えている。彼女は、1980年にブルース・ファウンデーションのブルースの殿堂に入っている。
「Me and My Chauffeur Blues」はジェファーソン・エアプレインがシグニー・アンダーソンのリード・ヴォーカルでカヴァーし、デビュー作『テイクス・オフ』に収録した。「Can I Do It for You」は1965年にドノヴァンが「Hey Gyp (Dig the Slowness)」のタイトルでレコーディングしている。メンフィス・ミニーとカンザス・ジョー・マッコイの1929年の楽曲「When the Levee Breaks」はレッド・ツェッペリンによって歌詞とメロディの改作がなされ、彼らのアルバム『レッド・ツェッペリン IV』に収録された 。「I’m Sailin’」はマジー・スターの1990年のデビュー・アルバム『She Hangs Brightly』で取り上げられている。
ミニーの遺族は、ロイヤルティの不払いと彼女の音楽の許諾なき使用に関して、レコード会社および一部アーティストを相手取り、訴訟を起こしている。2007年、ミシシッピ州ウォールズにミニーのためのミシシッピ・ブルース・トレイルの標識が設置された。

## 楽曲
メンフィス・ミニーがレコーディングした楽曲のリスト （英語）を参照のこと。

## ディスコグラフィー

### 編集盤
| 発売年     | タイトル                                                                                            | レーベル             |
| ---------- | --------------------------------------------------------------------------------------------------- | -------------------- |
| 1964年     | 『Blues Classics by Memphis Minnie』                                                                | Blues Classics       |
| 1967年頃   | 『Early Recordings with Kansas Joe McCoy, vol. 2』                                                  | Blues Classics       |
| 1968年     | 『Love Changin' Blues: 1949, Blind Willie McTell and Memphis Minnie』                               | Biograph Records     |
| 1973年     | 『1934–1941』                                                                                       | Flyright Records     |
| 1973年     | 『1941–1949』                                                                                       | Flyright Records     |
| 1977年     | 『Hot Stuff: 1936–1949』                                                                            | Magpie Records       |
| 1982年     | 『World of Trouble』                                                                                | Flyright Records     |
| 1983年     | 『Moaning the Blues』                                                                               | MCA Records          |
| 1984年     | 『In My Girlish Days: 1930–1935』                                                                   | Travelin' Man        |
| 1987年     | 『1930–1941』                                                                                       | Old Tramp            |
| 1988年     | 『I Ain't No Bad Gal』                                                                              | CBS                  |
| 1991年     | 『Hoodoo Lady (1933–1937)』                                                                         | Columbia             |
| 1994年     | 『In My Girlish Days』                                                                              | Blues Encore         |
| 1996年     | 『Let's Go to Town』                                                                                | Orbis                |
| 1997年     | 『Queen of the Blues』                                                                              | Columbia             |
| 1997年     | 『The Queen of the Blues": 1929–1941』                                                              | Frémeaux & Associés  |
| 2000年     | 『Pickin' the Blues』                                                                               | Catfish Records      |
| 2003年     | 『Me and My Chauffeur Blues』                                                                       | Proper Records Ltd.  |
| 2007年     | 『Complete Recorded Works 1935–1941 in Chronological Order, vol. 1, 10 January to 31 October 1935』 | Document Records     |
| 発売年不詳 | 『Night Time Blues, Ma Rainey and Memphis Minnie』                                                  | History              |
| 2022年     | 『The Rough Guide to Memphis Minnie - Queen of the Country Blues』                                  | World Music Networks |

## 情報源
- Garon, Paul, and Garon, Beth (1992年). Woman with Guitar: Memphis Minnie's Blues. New York: Da Capo Press刊
- Harris, S, (1989年). Blues Who's Who. 5th paperback ed. New York: Da Capo Press刊